# Daniel Lanois
 (avril 2020).
Si vous disposez d'ouvrages ou d'articles de référence ou si vous connaissez des sites web de qualité traitant du thème abordé ici, merci de compléter l'article en donnant les références utiles à sa vérifiabilité et en les liant à la section « Notes et références ».
Pour les articles homonymes, voir Lanois.
Ne doit pas être confondu avec Daniel Lavoie.
Daniel Roland Lanois est un producteur de musique, chanteur, musicien et auteur-compositeur-interprète québécois né le 19 septembre 1951 à Hull. Il a produit des albums pour nombre d'artistes et en a réalisé 10 à son nom, dont le plus connu reste le premier Acadie sorti en 1989. Il a notamment travaillé avec U2, Peter Gabriel, Neil Young, Willie Nelson, Bob Dylan, Robbie Robertson, Ron Sexsmith, Michael Brook, Brian Eno, Nick Cave et Venetian Snares.

## Biographie
Daniel Lanois est né dans une famille canadienne anglophone d'origine française, à Hull, au Québec.
Daniel Lanois commence sa carrière de producteur dans son propre studio aux Grant Avenue Studios à Hamilton, travaillant avec des groupes de musique locaux, notamment Martha and the Muffins pour qui sa sœur Jocelyne a joué comme bassiste.
Après avoir été découvert par Brian Eno et collaboré à quelques-uns des projets de celui-ci, soit Apollo - Atmospheres & Soundtracks en 1983, The Pearl en 1984 et Hybrid en 1985, sa carrière prend un nouvel élan quand ce dernier l'invite à coproduire The Unforgettable Fire de U2 en 1984. Il a travaillé sur de nombreux albums de ces derniers par la suite, Wide Awake in America avec Tony Visconti, The Joshua Tree, Achtung Baby, la bande originale du film The Million Dollar Hotel ainsi que All That You Can't Leave Behind, How to Dismantle an Atomic Bomb et No Line on the Horizon.
En 1989, Bono de U2 recommande Daniel Lanois à Bob Dylan, qui produit alors Oh Mercy, souvent considéré comme un des meilleurs albums de Dylan de cette période. Huit ans plus tard, les deux hommes retravaillent ensemble sur Time Out of Mind (un nouveau retour aux sources pour Dylan après Under the Red Sky (1990).
En plus d'être producteur, Daniel Lanois joue sa propre musique, à la guitare, au pedal steel et au dobro, il chante et écrit ses propres chansons. Il est aussi habile à la basse et à l'Omnichord, un instrument électronique qui est un pendant de l'autoharp. Cette palette de talents est utilisée sur plusieurs des albums qu'il produit, d'où la signature sonore qu'on lui attribue. Il est notamment connu pour sa chanson qu'il chante en français et en anglais Jolie Louise sortie en 1989 et qui fait partie de son premier album Acadie, sur lequel on retrouve entre autres musiciens, le bassiste et le batteur de U2, Adam Clayton et Larry Mullen Jr., Aaron Neville, Malcolm Burn, Bill Dillon, etc. Cet album a été réédité en 2008 avec six titres supplémentaires et un livret.
Le titre Jolie Louise est repris par Isabelle Boulay sur l'album Les Grands Espaces, ainsi que par le trio Maxime Le Forestier, Francis Cabrel et Alain Souchon en 1997 sur l'album de l'association Sol En Si (Solidarité enfants Sida) sous le label WEA Records (France). En juin 2010, alors qu'il se rend à motocyclette au Théâtre Henry Fonda à Hollywood, Lanois a un accident qui le laisse gravement blessé, se fracturant la clavicule et le bassin et se brisant six côtes. Il reste trois semaines aux soins intensifs dans un hôpital en Californie, puis dès son retour chez lui il est suivi par des infirmières nuit et jour. Il a ensuite une longue convalescence, puis plus tard il se remet au travail et produit l'album The Noise de Neil Young. Toujours en 2010, il monte le projet Black Dub avec la chanteuse Trixie Whitley, le bassiste Daryl Johnson et Brian Blade à la batterie, alors que Daniel Lanois lui-même alterne à la guitare et au piano selon les chansons. L'album, qui varie les styles, va du dub au blues et de la soul au rock et sort la même année. En 2014, l'album Flesh and machine est basé sur les albums de la série Ambient de Brian Eno, il y est seul à la pedal-steel hormis le batteur Brian Blade et c'est un contenu entièrement instrumental.
Daniel Lanois publie en 2016 un album intitulé Goodbye to Language, réalisé à la guitare pedal-steel avec Rocco Deluca à la guitare, entièrement instrumental, d'où le titre.
En mai 2018 il sort un album en collaboration avec le producteur de breakcore Venetian Snares sur le label Timesig de ce dernier.
Il participe également cette même année à la bande son du jeu-video Red Dead Redemption 2, dont il produit les parties vocales en collaboration avec d'autres artistes tels que Woody Jackson ou encore David Ferguson.
Le 19 mars 2021, Daniel Lanois publie son nouvel album intitulé Heavy Sun, enregistré un an plus tôt à Los Angeles et Toronto. On y retrouve le guitariste Rocco DeLuca, l'organiste Johnny Shepherd et le bassiste Jim Wilson. Le premier single à en être extrait, Under the Heavy Sun, paraît le 29 octobre 2020 et présente le musicien de jazz Brian Blade à la batterie et le bassiste Chris Thomas. Ce dernier album est nommé sur la longue liste du prix Polaris en 2021.

## Discographie

### Avec Brian Eno
- 1983 : Apollo - Atmospheres & Soundtracks - avec Brian Eno et son frère Roger Eno
- 1984 : The Pearl - avec Harold Budd et Brian Eno
- 1985 : Hybrid - avec Michael Brook et Brian Eno
- 1988 : Music for Films III - avec Brian Eno, Michael Brook, Roger Eno, Laraaji, Harold Budd, John Paul Jones, Misha Mahlin & Lydia Theremin

### Solo
- 1989 : Acadie
- 1993 : For the Beauty of Wynona
- 2003 : Shine
- 2004 : Rockets
- 2005 : Belladonna
- 2008 : Here is what is
- 2008 : Acadie : Goldtop Edition - réédition de l'album original de 1989 avec 6 titres supplémentaires.
- 2014 : My Music for Billy Bob
- 2014 : Flesh and Machine
- 2016 : Goodbye to Language
- 2018 : Venetian Snares X Daniel Lanois
- 2021 : Heavy Sun

### Bandes sonores
- 1993 : Trip
- 1996 : Lost in Mississippi
- 1996 : Sling Blade
- 2018 : six titres sur The Music of Red Dead Redemption 2

### Autres publications
- 1993 : Waves of Air
- 1994 : Cool Water
- 1996 : Sweet Angel Mine
- 2008 : Omni Series - Boîtier
- 2011 : Harvest Festival 2011

### Black Dub
- 2010 : Black Dub - avec Brian Blade, Daryl Johnson, Trixie Whitley.

### Collaborations
Daniel Lanois joue sur pratiquement tous les albums qu'il produit ou coproduit. Voici une liste de ces collaborations avec les artistes et groupes avec lesquels il a travaillé au fil des années.
- 1981 : This Is The Ice Age de Martha and the Muffins - percussions, traitements et chœurs.
- 1983 : Danseparc de Martha and the Muffins - percussions, traitements et chœurs.
- 1984 : The Unforgettable Fire de U2 -  instruments additionnels, traitements et chœurs.
- 1986 : So de Peter Gabriel - en plus de la production, joue sur 5 chansons.
- 1987 : Robbie Robertson de Robbie Robertson - guitare, Omnichord, percussions et chœurs sur 5 pièces.
- 1987 : The Joshua Tree de U2 - Omnichord, guitare rythmique additionnelle, tambourin et chœurs.
- 1989 : Yellow Moon des Neville Brothers - guitare additionnelle, claviers et chœurs.
- 1989 : Oh Mercy de Bob Dylan - dobro, lap steel, guitare et Omnichord sur 9 chansons.
- 1990 : Brother's Keeper des Neville Brothers - guitare sur Fearless.
- 1991 : Achtung Baby de U2 - guitare additionnelle et percussions sur 5 chansons.
- 1992 : Us de Peter Gabriel - en plus de produire, joue sur 5 chansons.
- 1992 : It's About Time'' de Manu Katché - guitare.
- 1994 : Secret World Live de Peter Gabriel - guitare et dobro.
- 1997 : Time Out of Mind de Bob Dylan - guitare et mandoguitare.
- 1998 : A Painter Passing Through de Gordon Lightfoot - guitare électrique et mandoguitare
- 1998 : Vertical Man de Ringo Starr -  chœurs sur La De Da.
- 2000 : All That You Can't Leave Behind de U2 - guitare additionnelle et chœurs.
- 2000 : Vagabond Ways de Marianne Faithfull - produit 3 chansons, joue guitare, basse, orgue et boucles sonores.
- 2002 : Up de Peter Gabriel - guitare et percussions sur Sky Blue.
- 2004 : How to Dismantle an Atomic Bomb de U2 : guitare, mandoline, pedal steel et shaker.
- 2009 : No Line on the Horizon de U2 - guitare et chœurs.
- 2014 : Mystery Walk (30th Anniversary Edition) de Martha and the Muffins - guitare et pedal steel sur 2 chansons.
- 2015 : Teatro de Willie Nelson - guitare, basse, piano électrique, mandoline et Omnichord sur 12 chansons.

### Productions
- 1981 : This is the Ice Age - Martha and the Muffins
- 1982 : Dance After Curfew - Nash the Slash
- 1982 : Danseparc - Martha and the Muffins
- 1983 : Parachute Club - Parachute Club
- 1983 : Apollo: Atmospheres and Soundtracks - Brian Eno
- 1983 : Music for Films Volume 2 Brian Eno - Avec Roger Eno
- 1984 : The Pearl - Harold Budd et Brian Eno
- 1984 : Mystery Walk - Martha and the Muffins
- 1984 : The Unforgettable Fire - U2
- 1985 : Thursday Afternoon - Brian Eno, coréalisé par Brian et Roger Eno
- 1985 : Hybrid - Michael Brook
- 1985 : Birdy - Peter Gabriel
- 1985 : Voices - Roger Eno
- 1986 : So - Peter Gabriel
- 1987 : The Joshua Tree - U2
- 1988 : Robbie Robertson - Robbie Robertson
- 1989 : Oh Mercy - Bob Dylan
- 1989 : Yellow Moon - Neville Brothers
- 1991 : Achtung Baby - U2
- 1992 : Flash of the Spirit - Jon Hassell et Farafina
- 1992 : Us - Peter Gabriel
- 1992 : Le Dernier des Mohicans - bande originale du film
- 1994 : Ron Sexsmith - Ron Sexsmith
- 1995 : Wrecking Ball - Emmylou Harris
- 1996 : Night to Night - Geoffrey Oryema
- 1996 : Fever In Fever Out - Luscious Jackson
- 1997 : Time Out of Mind - Bob Dylan
- 1998 : Brian Blade Fellowship - Brian Blade
- 1998 : 12 Bar Blues - Scott Weiland
- 1998 : Teatro - Willie Nelson
- 1999 : Vagabond Ways - Marianne Faithfull
- 2000 : Power Spot - Jon Hassell
- 2000 : The Million Dollar Hotel - bande originale du film - avec U2, Brian Eno et Jon Hassell entre autres.
- 2000 : All That You Can't Leave Behind - U2
- 2004 : How to Dismantle an Atomic Bomb - U2
- 2009 : No Line on the Horizon - U2
- 2009 : Mercy - Rocco Deluca and The Burden
- 2010 : Flamingo – Brandon Flowers - co-produit par Daniel Lanois, Stuart Price et Brendan O'Brien
- 2010 : Le Noise - Neil Young
- 2012 : Honest mistake de Jim Wilson
- 2012 : Battle Born - The Killers - a co-écrit les pièces The way it was, Heart of a girl et Be still
- 2014 : Rocco Deluca de Rocco Deluca
- 2018 : That's the way it is - The Music of Red Dead Redemption 2, bande originale du jeu vidéo Red Dead Redemption 2

## Vidéographie
- 1993 : Rocky World - avec Daryl Johnson, Bill Dillon, Aaron Neville, U2, Peter Gabriel, etc. DVD.
- 2008 : Here is What is - avec Aaron Neville, Billy Bob Thornton, Emmylou Harris, Sinead O'Connor, Willie Nelson. DVD.